# Juriatin
Juriatin je izmišljeni grad kojeg je izmislio ruski pisac Boris Pasternak kako bi u njega smjestio dio radnje svoga romana "Doktor Živago".
Ovaj grad je izmislio po predložku po stvarnom gradu Permu koji se nalazi na obalama rijeke Kame, u podnožju gorja Ural – granice Europe i Azije – koji se nalazi u Permskom kraju.
Ovaj grad je izmislio po predložku na grad Perm zbog toga što je sam pisac neko vrijeme svoga života boravio u tome gradu.
O tome da je ovaj izmišljeni grad izmišljen na stvarnom gradu Permu postoji mnogo dokaza u samome romanu.
Naime, Pasternak nije nazive mnogih ulica koje se spominju u Juriatinu mijenjao kada je grad Perm uzeo kao predložak za ovaj grad. Jedan od primjera koji potvrđuju ovu tezu je činjenica kako je javna čitaonica u Juriatinu u kojoj su se Juri i Larisa slučajno sreli točno ondje gdje se u suvremenom Permu nalazi Puškinova knjižnica.